# Велика Поляна (Калінінградська область)
Велика Поляна (рос. Большая Поляна) — селище Гвардійського міського округу, Калінінградської області Росії. Входить до складу Знаменського сільського поселення.
Населення — 298 особи (2015 рік).

## Населення
| 2002 | 2010 |
| ---- | ---- |
| 338  | ↘298 |